# M/S Dux
Dux är en passagerarfärja byggd 2015 som Octava för Ornö Sjötaxis Rederi, 2023 såldes färjan till Bildösundsbolaget som döpte om henne till nuvarande namnet Dux. Sedan leveransen 2015 har fartyget trafikerat Stockholms södra skärgård samt nord-syd linjen mellan Nynäshamn och Sandhamn för Waxholmsbolaget.